# Pievi parmensi
La provincia di Parma si caratterizza per la presenza di una serie di pievi, testimonianza dell'architettura romanica e della religiosità medioevale. La presenza delle pievi nel territorio testimonia  il relativo consolidamento delle comunità cristiane a partire dall'XI secolo.
Si tratta di edifici costruiti in uno stile semplice, che rappresentavano un punto di riferimento per i fedeli, in particolare per i pellegrini che percorrevano la via Francigena, lungo il cui percorso rientrano numerose delle pievi del Parmense.

## Elenco delle pievi parmensi

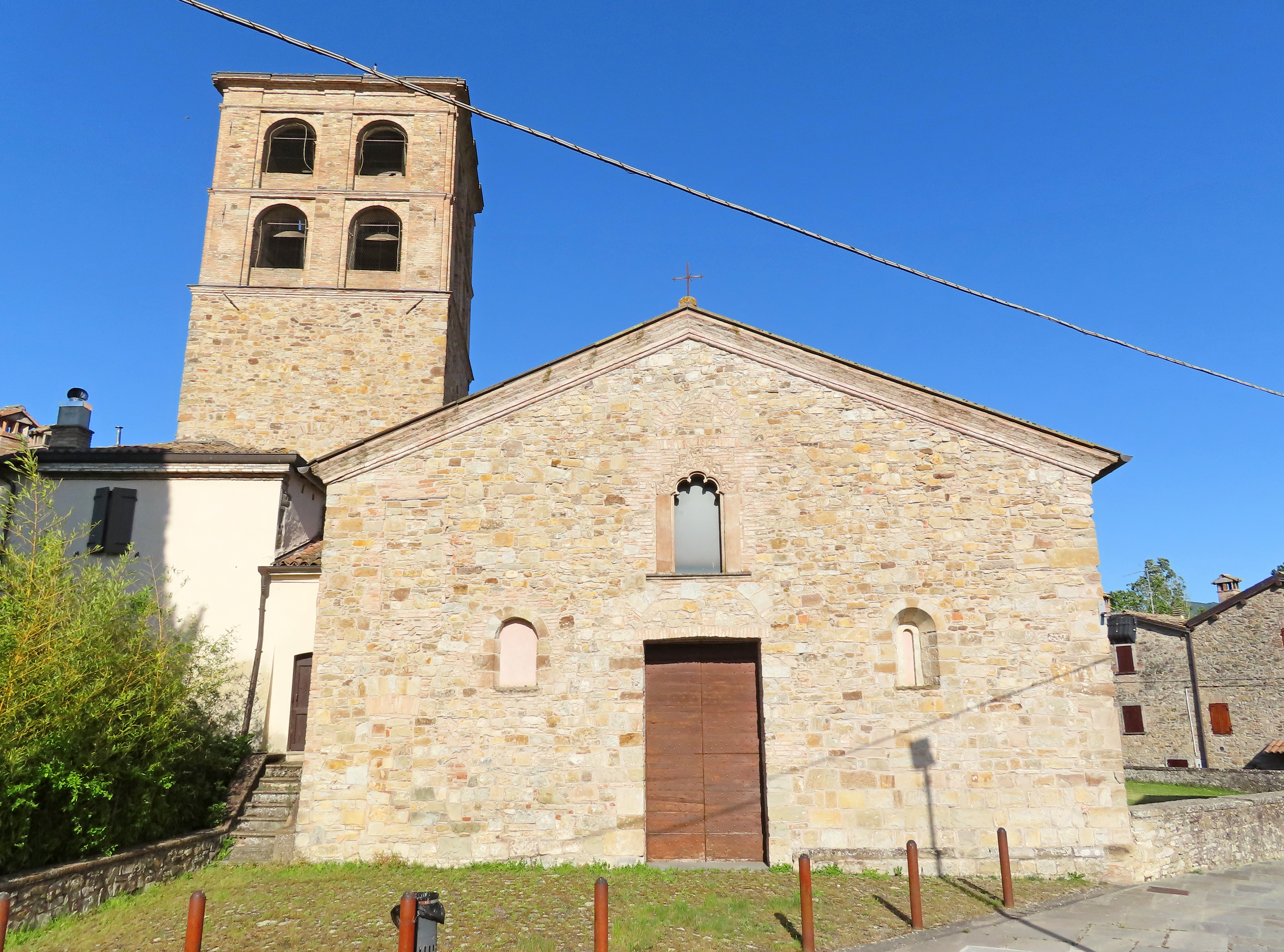
Pieve di Bardone

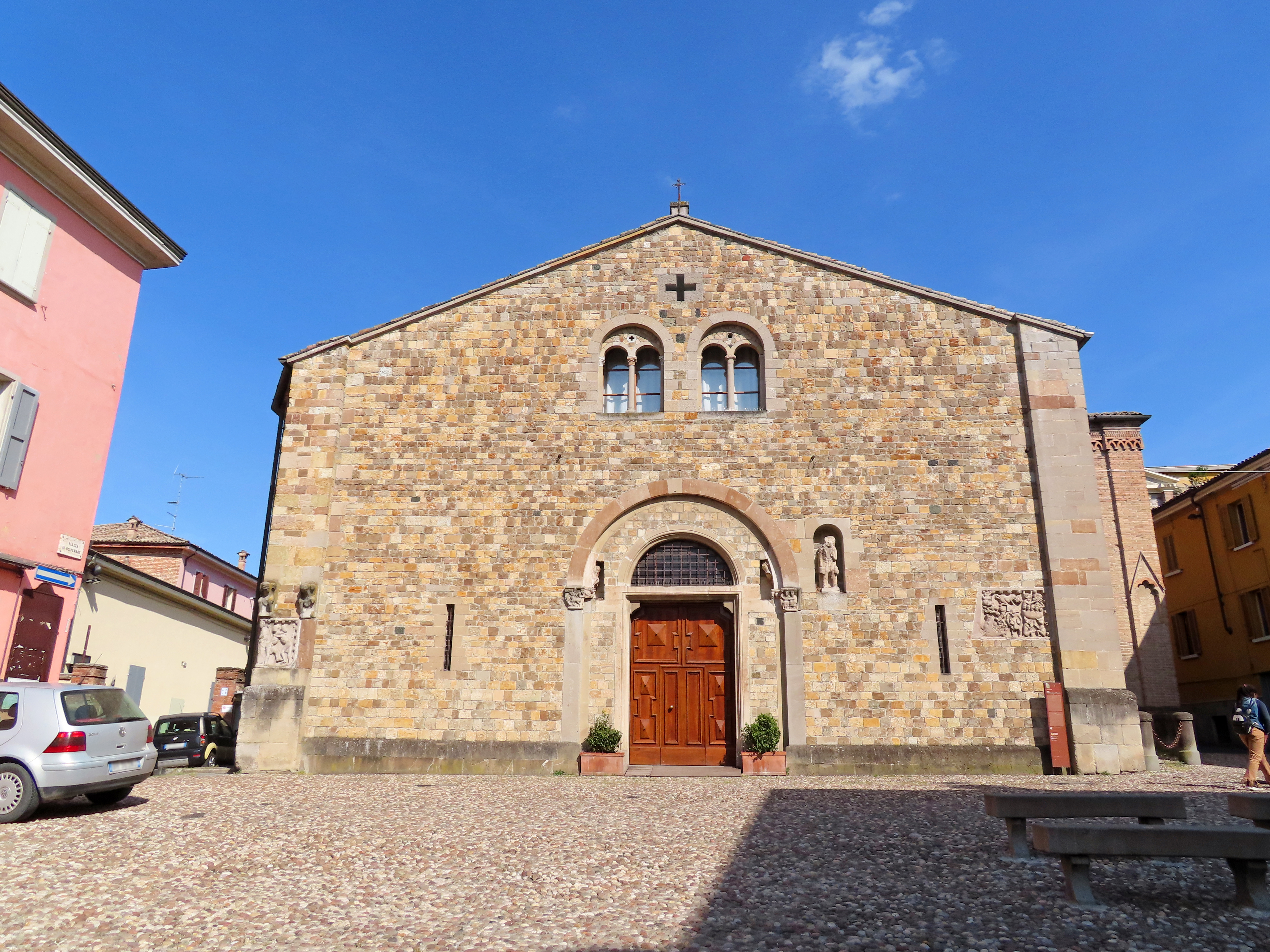
Pieve di Fornovo

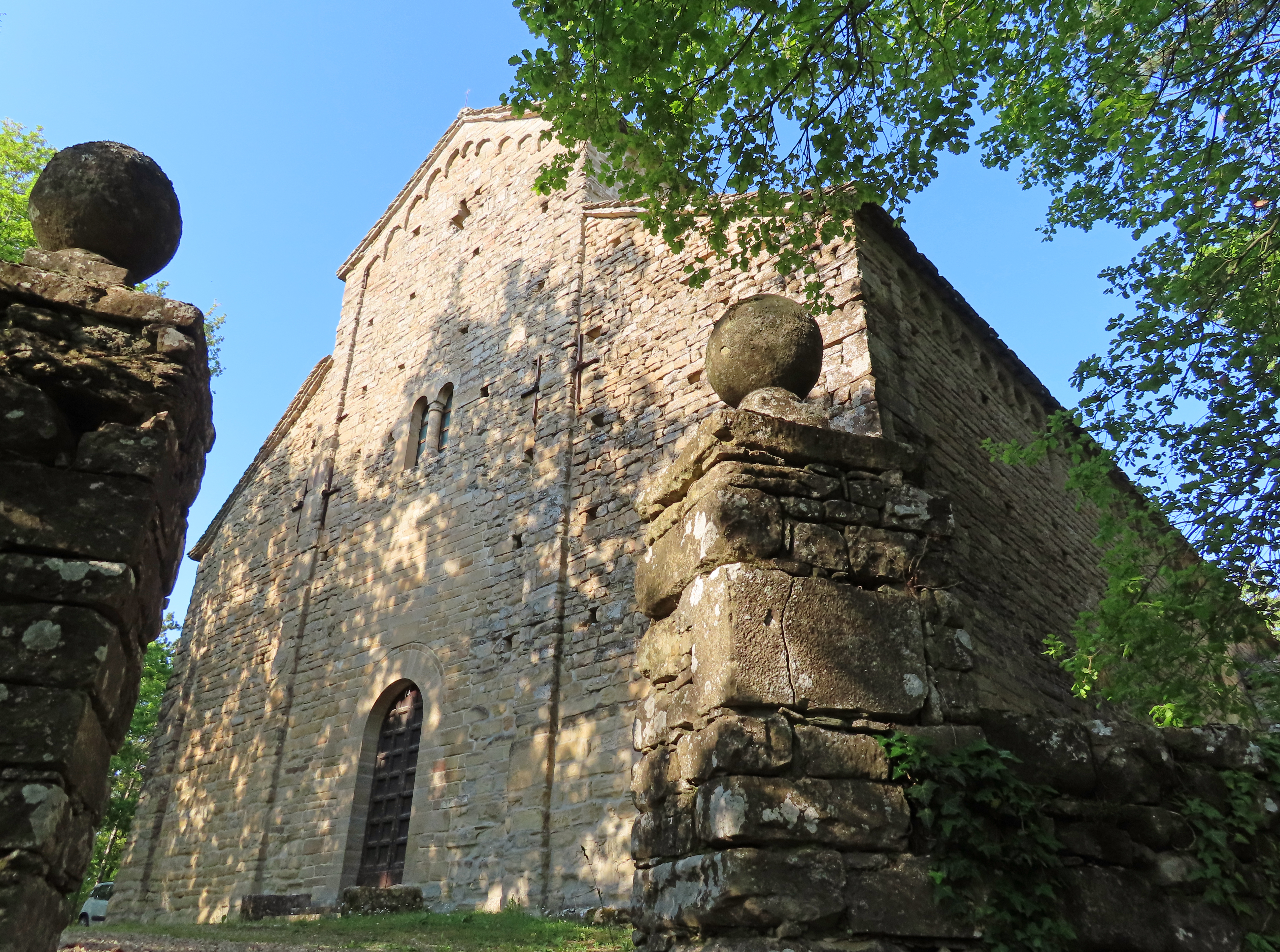
Pieve di Sasso

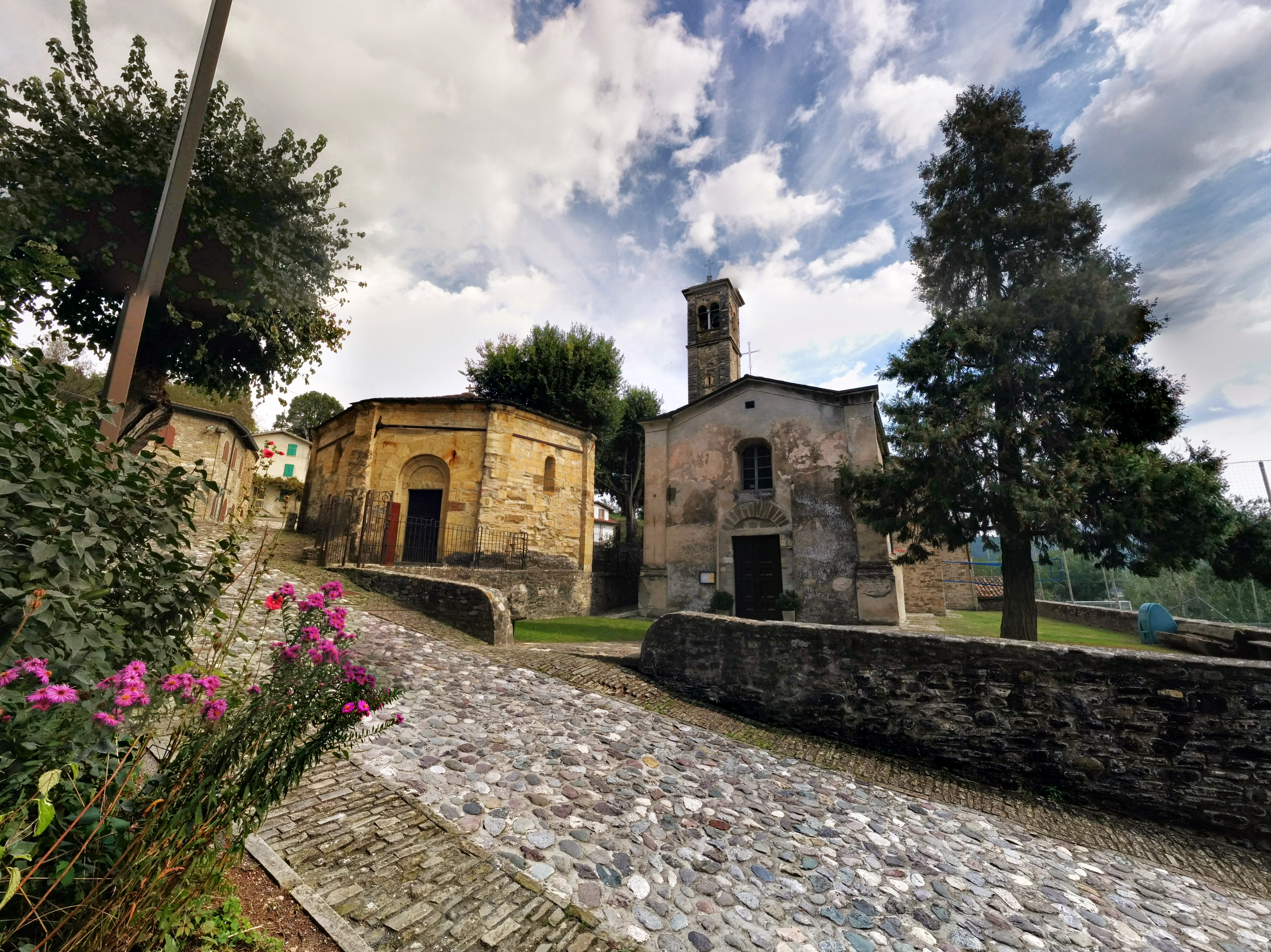
Pieve di Serravalle

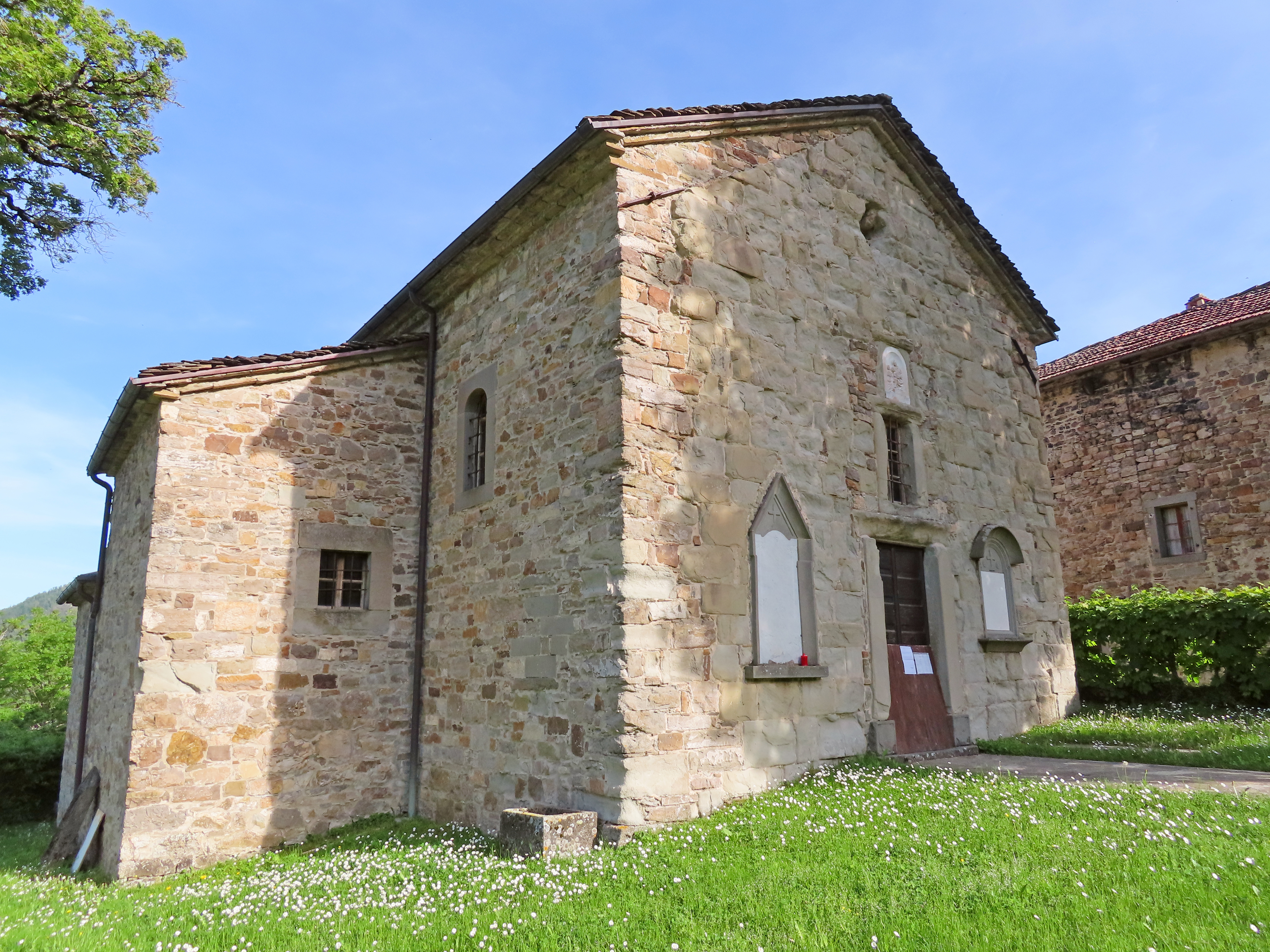
Chiesa di Santa Maria Assunta di Zibana

Nella provincia di Parma le pievi catalogate e visitabili sono numerose. Nell'elenco si riportano in ordine alfabetico le pievi parmensi, con riferimento alla località:
- San Michele Cavana (frazione di Lesignano de' Bagni), abbazia di San Basilide
- Bardone (frazione di Terenzo), chiesa di Santa Maria Assunta (lungo la Via Francigena)
- Bazzano (frazione di Neviano degli Arduini), pieve di Sant'Ambrogio
- Berceto, duomo di San Moderanno (lungo la Via Francigena)
- Borgotaro, chiesa di San Cristoforo
- Cabriolo (frazione di Fidenza), chiesa di San Tommaso Becket (lungo la Via Francigena)
- Careno (frazione di Pellegrino Parmense), santuario della Beata Vergine Assunta
- Castione Marchesi (frazione di Fidenza), abbazia di Santa Maria Assunta
- Collecchio, pieve di San Prospero (lungo la Via Francigena)
- Contignaco (frazione di Salsomaggiore Terme), pieve di San Giovanni Battista
- Fidenza, duomo di San Donnino (lungo la Via Francigena)
- Fontevivo, chiesa dell'abbazia di San Bernardo
- Fornovo, pieve di Santa Maria Assunta (lungo la Via Francigena)
- Gainago (frazione di Torrile), pieve di San Giovanni Battista
- Gaione (frazione di Parma), pieve dei Santi Ippolito e Cassiano
- Moragnano (frazione di Tizzano Val Parma), chiesa di Santa Giuliana
- Parma, chiesa di Santa Croce (lungo la Via Francigena)
- Sanguinaro (frazione di Noceto), chiesa dei Santi Simone e Giuda (lungo la Via Francigena)
- San Nicomede (frazione di Salsomaggiore Terme), pieve di San Nicomede
- San Pancrazio Parmense (frazione di Parma), pieve di San Pancrazio Martire (lungo la Via Francigena)
- San Secondo Parmense, pieve di San Genesio
- Sant'Ilario Baganza (frazione di Felino), chiesa di Sant'Ilario
- Sasso (frazione di Neviano degli Arduini), pieve di Santa Maria Assunta
- Serravalle (frazione di Varano de' Melegari), chiesa di San Lorenzo e battistero
- Talignano (frazione di Sala Baganza), chiesa di San Biagio (lungo la Via Francigena)
- Tizzano Val Parma, pieve di San Pietro
- Vicofertile (frazione di Parma), pieve di San Geminiano (lungo la Via Francigena)
- Zibana (frazione di Palanzano), chiesa di Santa Maria Assunta

## Manifestazioni
La riscoperta delle pievi parmensi ha trovato impulso da parte delle istituzioni ecclesiastiche e pubbliche in occasione delle celebrazioni dei 900 anni del duomo di Parma del 2006: è stata istituita una manifestazione ("Pievi in luce"), nella quale le pievi parmensi ospitano incontri culturali e concerti musicali di musica medievale.
Nel 2020, nell'ambito di Parma 2020+21 Capitale italiana della cultura, è stata programmata dalla Provincia e da alcuni Comuni del Parmense una rassegna di concerti e visite guidate denominata "Estate delle Pievi", che si è svolta nonostante le difficili condizioni sanitarie determinate dalla pandemia di COVID-19 in Italia.